# Digon
Il torrente Digon è un corso d'acqua a carattere torrentizio del Comelico.
Nasce dalle pendici nordorientali del Col Quaternà e percorre l'omonima valle, dapprima in direzione sud-est, poi in direzione sud. Confluisce nel Padola a Gera di San Nicolò di Comelico.